# 戦車突撃章
戦車突撃章(ドイツ語: Panzerkampfabzeichen)は、ナチス・ドイツの勲章。名称は直訳すると「戦車戦闘章」を意味する。

## 歴史

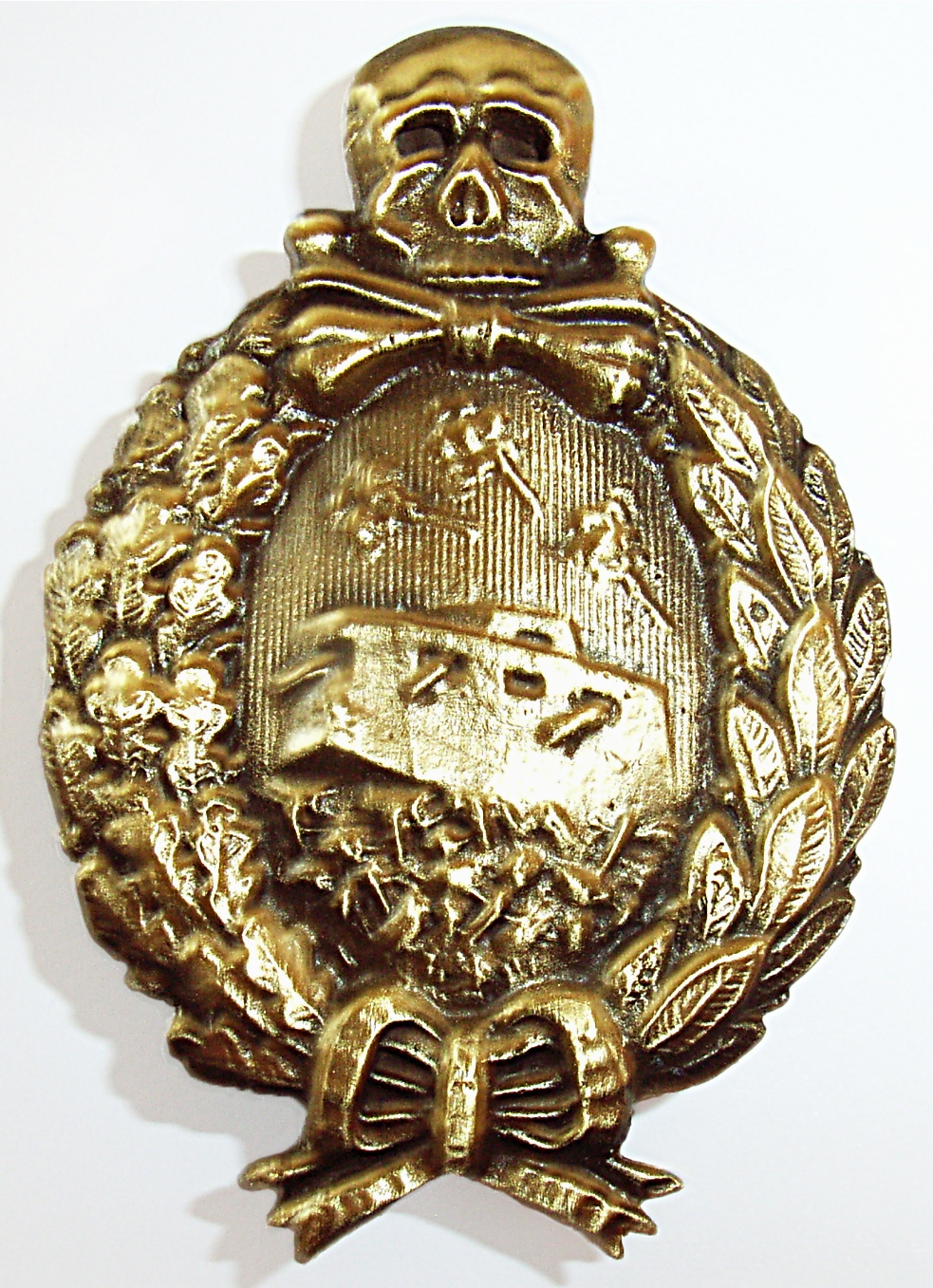
WWI時の戦車突撃章

戦車突撃章が初めて制定されたのは第一次世界大戦のときである。トーテンコップが頂点に置かれ、ドイツ初の戦車であるA7Vを月桂樹が取り囲んだデザインであった。
第二次世界大戦が勃発すると、戦車戦に参加する戦車兵の戦功を称えるための勲章制定が決定され、ヴァルター・フォン・ブラウヒッチュの命を受けて1939年12月20日に戦車突撃章が設けられた。デザインはヴィルヘルム・エルンスト・ピークハウスによる。
1940年6月6日には戦車突撃章が二つに分けられ、銀章と銅章が制定された。これにより、戦車以外の装甲車に搭乗している人員も勲章の授与対象に含まれた。

## 概要
上部にハーケンクロイツをもった鷲が描かれている。勲章の中央には左から右にかけて戦車があり、その周りを柏葉が囲んでいる。描かれている戦車はIV号戦車。
銀賞の授与基準は、戦車の搭乗員として、異なる日に行われた3回の戦闘任務に参加したことであった。
銀章は戦車の車長や砲手、通信手などに与えられ、銅章は装甲擲弾兵連隊や対戦車兵、装甲部隊や装甲車に同乗して戦場に入った医療関係者など対戦車戦に関わった者に与えられた。戦車突撃章は装甲師団師団長を通して申請、授与された。

## 等級

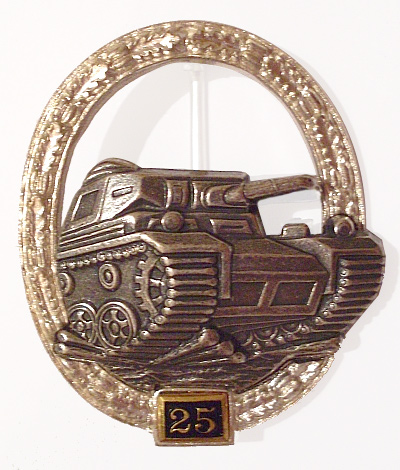
非ナチ化された戦車突撃章25回

戦争が長期化すると、現行の戦車突撃章のシステムでは正確な戦功の反映は難しくなってきた。そのため、打開策として1943年6月に25回、50回、75回、100回と、新たに4つの等級が設けられた。
戦車突撃章の下部に25、50、75、100と記された小さな板が付いた新たな戦車突撃章が発行され、該当する者に贈られた。25回と50回は銀メッキ、75回と100回は金メッキを施されていた。また、200回を記念した戦車突撃章が制定されていたとする文献も見られるが、実際に製造・授与された記録はない。
回数が表記されている戦車突撃章は、描かれている戦車がIV号からIII号戦車へ変更されている。
1957年には、上部の鷲とハーケンクロイツを取り除き非ナチ化された戦車突撃章が新たに設けられた。